# Русская Беседа (Петербург)
«Ру́сская Бесе́да» — журнал у Петербурзі, що видавався у 1895—1896 роках для підтримки москвофільського руху в Галичині. У 1894 виходив під назвою «Галицко-Русский Вестник».
У журналі співробітничали Іван Гушалевич, Юліан Яворський та ін.